# Área Natural Única Los Estoraques
Der Área Natural Única Los Estoraques ist ein im Jahr 1988 gegründeter kolumbianischer Naturpark und ist der einzige der Kategorie Área Natural Única. Er erstreckt sich auf dem Gemeindegebiet von La Playa de Belén im Departamento Norte de Santander in der östlichen Kordillere der Anden auf einer Fläche von 640,62 Hektar. Damit ist er einer der kleinsten Naturparks in Kolumbien. Sein Höhenprofil reicht von 1400 m bis zu einer Höhe von 2100 m über dem Meer. Die Temperaturen liegen im Mittel zwischen 17 und 23 °C. Das Landschaftsbild prägen die durch Erosion entstandenen, durch Eisenoxid rötlich gefärbten Steinformationen. Die namensgebende Baumart Styrax cf. guianensis – von den Einheimischen istoraque genannt – ist im Parkgebiet ausgestorben, da ihr Holz für Parfüme benutzt wurde.

## Flora und Fauna
Die Flora teilt sich in einen trockenen und einen humideren Bereich. Die Vegetation des trockenen Bereiches erreicht maximal zwei Meter Höhe und befindet sich im Teil des Parkes, mit den markantesten Steinformationen. Am häufigsten vertreten sind Stachytarpheta mutabilis, die Guavennart Psidium guineense, Myrsine guinensis, Bejaria aestuans, Erythroxylum lucidum, Weinmannia cf. sorbifolia, Roupala montana, eine bislang unbeschriebene Pitcairnia-Art, Croton leptosthachyus, Dodonea viscosa, Kakteen der Art Opuntia caracassana, die Feigenart Ficus velutina und Clusia aff. rosea. Im Bereich der das Gebiet durchziehenden Bäche finden sich zudem noch häufig Escallonia pendula und Calycolpus moritzianus.
Der andere Teil der Flora ist durch einen circa 25 Meter hohen Wald geprägt, der das ganze Jahr über im Nebel steht. Hier herrschen die Eichenart Quercus humboldtii, der Baumfarn Cyathea aff. quinduense, Calypthranthes, Billia rosea, Heliconia meridensis, die Bergpalme Chamaedorea pinnatifrons, sowie die Kakaoart Pachira pulchra vor.
Die Fauna besteht unter anderem aus 58 Vogelarten aus 22 Familien, einigen Schlangenarten und einer Fisch- sowie einer Krebsart. Die Diversität der Säugetiere ist ebenfalls hoch, ihre jeweilige Anzahl aber gering. Beispielhaft seien hier Proechymis poliopus und das Südopossum genannt.